# Ватра-Молдовіцей (комуна)
Ватра-Молдовіцей (рум. Vatra Moldoviței) — комуна у повіті Сучава в Румунії. До складу комуни входять такі села (дані про населення за 2002 рік):
- Ватра-Молдовіцей (2442 особи)
- Палтіну (1723 особи)
- Чумирна (494 особи)

Комуна розташована на відстані 359 км на північ від Бухареста, 51 км на захід від Сучави.

## Історія
В процесі румунізації при переписі 1930 року «не знайшли» українців у комуні. Триває процес асиміляції і зараз — перепис 2011 року засвідчив лише 4,48% українців.

## Населення
За даними перепису населення 2002 року у комуні проживали 4659 осіб.
Національний склад населення комуни:
| Національність | Кількість осіб | Відсоток |
| -------------- | -------------- | -------- |
| румуни         | 4087           | 87,7%    |
| українці       | 522            | 11,2%    |
| німці          | 46             | 1,0%     |
| поляки         | 1              | < 0,1%   |

Рідною мовою назвали:
| Мова       | Кількість осіб | Відсоток |
| ---------- | -------------- | -------- |
| румунська  | 4262           | 91,5%    |
| українська | 379            | 8,1%     |
| німецька   | 13             | 0,3%     |
| польська   | 1              | < 0,1%   |

Склад населення комуни за віросповіданням:
| Релігія                                       | Кількість осіб | Відсоток |
| --------------------------------------------- | -------------- | -------- |
| православні                                   | 4524           | 97,1%    |
| адвентисти                                    | 67             | 1,4%     |
| п'ятдесятники                                 | 49             | 1,1%     |
| римо-католики                                 | 10             | 0,2%     |
| греко-католики                                | 3              | 0,1%     |
| лютерани                                      | 3              | 0,1%     |
| лютерани (Аугсбурзького сповідання)           | 2              | < 0,1%   |
| лютерани (Синодально-пресвітеріанська церква) | 1              | < 0,1%   |